# Vienna Awards
Die Vienna Awards (Langform: Vienna Awards for Fashion and Lifestyle) sind eine 2009 von Marjan Firouz initiierte Veranstaltung, bei der Personen oder Unternehmen mit Bezug zu österreichischem Modedesign zunächst in 11, später in bis zu 13 Kategorien ausgezeichnet werden. Die Verleihung erfolgte bis 2014 jährlich, seither findet sich zweijährlich statt. Die Kategorie "Best Newcomer" wurde 2012 eingeführt und hat ein Preisgeld in Höhe von 10.000 € und ist somit der höchstdotierte privat gestiftete Modepreis Österreichs.

## Wahl, Verleihung, Moderation
Moderiert wurde die Verleihungsgala 2010 von Nazan Eckes, 2011 von Sonya Kraus, 2012 von Barbara Schöneberger, 2013 von Rebecca Mir und Alexander Mazza, 2014 von Christian Clerici und Nandini Mitra. Zur Verleihung 2014 erschienen als Gäste u. a. Michelle Hunziker und Tomaso Trussardi. Die Nominierungen erfolgen durch ein fachkundiges Komitee, die Sieger werden von den Gewinnern der letzten drei Jahre bestimmt. Ausnahmen sind die Kategorien Best Designer, Tribute to Fashion & Lifestyle, Best Model und Style Icon, sie werden vom Komitee bestimmt. Seit 2011 wird alljährlich eine eigene Kampagne für den Award gestartet, die einen starken Bezug zu Wien beinhaltet: Riesenrad (2011), Stephansdom (2012), Kaiserin Elisabeth (2013) mit Emma Heming-Willis, Königin der Nacht (2014) mit Jerry Hall und Wiener Blut (2016).

## Preisträger 2020
| Kategorie                  | Preisträger         |
| -------------------------- | ------------------- |
| Designer of the Year       | Michel Mayer        |
| Stylist of the Year        | Nadine Gurtner      |
| Hair Stylist of the Year   | Gerhard Kopfer      |
| Make-up Artist of the Year | Sabine Reiter       |
| Photographer of the Year   | Inge Prader         |
| Model of the Year          | Nadine Mirada       |
| Style Icon of the Year     | Marina Hoermanseder |

## Preisträger 2018
| Kategorie                  | Preisträger         |
| -------------------------- | ------------------- |
| Designer of the Year       | Marina Hoermanseder |
| Stylist of the Year        | Simon Winkelmüller  |
| Hair Stylist of the Year   | Alex Moser          |
| Make-up Artist of the Year | Lydia Bredl         |
| Photographer of the Year   | Hilde Van Mas       |
| Model of the Year          | Julian Schneyder    |
| Style Icon of the Year     | Wolfgang Joop       |
| Special Vienna Award       | Judith Williams     |

## Preisträger 2016
| Kategorie                  | 2016              |
| -------------------------- | ----------------- |
| Photographer of the Year   | Irina Gavrich     |
| Designer of the Year       | Femme Maison      |
| Style Icon of the Year     | Nadja Swarovski   |
| Hair & Make-up of the Year | Jody Cuberli      |
| Stylist of the Year        | Ali Rabbani       |
| Style Icon international   | Iris Apfel        |
| Lifetime Icon              | Lotte Tobisch     |
| Creativity                 | Birgit Mörtl      |
| Model of the Year          | Helena Severin    |
| European Interior Designer | Michael Michalsky |

## Preisträger 2014
| Kategorie                     | 2014                 |
| ----------------------------- | -------------------- |
| Designer                      | Eva Poleschinski     |
| Hairstylist & Make-up-Artist  | Thomas Lorenz        |
| Tribut to Fashion & Lifestyle | Porsche Design       |
| Photographer                  | Julia Spicker        |
| Fashion Editor                | Klaus Peter Vollmann |
| Stylist                       | Felix Leblhuber      |
| Best Newcomer                 | Tim Labenda          |
| Accessoire Designer           | Bradaric Ohmae       |
| Model                         | Florian Luger        |
| Style Icon                    | Coco Rocha           |

## Preisträger 2009–13
| Kategorie                      | 2009              | 2010                          | 2011              | 2012              | 2013                 |
| ------------------------------ | ----------------- | ----------------------------- | ----------------- | ----------------- | -------------------- |
| Designer                       | Petar Petrov      | Thomas Kirchgrabner           | Claudia Brandmair | Lena Hoschek      | Meshit               |
| Make-up-Artist                 | Oliver Szilagyi   | Thomas Orsolis                | Thomas Lorenz     | Sergej Benedetter | Nicole Jaritz        |
| Tribute to Fashion & Lifestyle | Palmers           | Ludwig Reiter Schuhmanufaktur | Silhouette        | Tostmann Trachten | D. Swarovski         |
| Photographer                   | Andreas Bitesnich | Günter Parth                  | Jork Weismann     | Mario Schmolka    | Stefan Armbruster    |
| Fashion Editor                 | Petra Percher     | Kira Stachowitsch             | Stephan Hilpold   | Margit Kratky     | Daniel Kalt          |
| Stylist                        | Sammy Zayed       | Sabina Schreder               | Yoan Gonfond      | Barbara Zach      | Adia Trischler       |
| Designer Branding              | Lena Hoschek      | Wendy & Jim                   | Gebrüder Stitch   | AND i             | —                    |
| Accessoire Designer            | —                 | AND i                         | Nina Peter        | Andy Wolf         | Ring King            |
| Model                          | Franziska Knuppe  | Iris Strubegger               | Patrick Kafka     | Ilvie Wittek      | Gerhard Freidl       |
| Hair Stylist                   | Propaganda        | Wolfgang Lindenhofer          | Alex Moser        | Patrick Glatthaar | Wolfgang Lindenhofer |
| Style Icon                     | Adriana Karembeu  | Kiera Sunshine Chaplin        | Tatjana Patitz    | Karolína Kurková  | Bar Refaeli          |
| Best Newcomer                  | —                 | —                             | —                 | Gabriel Baradee   | Rebekka Ruétz        |
| Global Citizen                 | —                 | —                             | —                 | —                 | Atil Kutoglu         |

## Nachweise
1. ↑  NEWS: Michelle Hunziker bei Vienna Awards for Fashion and Lifestyle in Wien, 9. April 2014
2. 1 2  Vienna Awards: Marina Hoermanseder Stilikone des Jahres 2020. In: DerStandard.at. 27. November 2020, abgerufen am 28. November 2020.
3. ↑  Wolfgang Joop erhält Style Icon Award bei den Vienna Awards. Artikel vom 14. September 2018, abgerufen am 14. September 2018.